# Hakim Ziyech
Hakim Ziyech (în arabă حكيم زياش‎; n. 19 martie 1993, Dronten, Flevoland, Țările de Jos) este un fotbalist marocan liber de contract, care joacă pe post de mijlocaș ofensiv sau mijlocaș lateral. Pe plan internațional, are prezențe la națională pentru Maroc, Țările de Jos U19⁠(d), Țările de Jos U20⁠(d) și Țările de Jos U21⁠(d).

## Carieră de jucător

### SC Heereenveen
Ziyech a intrat în școala de fotbal a SC Heerenveen în 2007, procedent de la ASV Dronten. La 2 august 2012 a debutat cu prima echipă a lui Heerenveen în a treia rundă de calificare a UEFA Europa League împotriva lui Rapid București.

### FC Twente
În august 2014 a semnat pentru FC Twente. A devenit principalul jucător ofensiv al echipei, fiind golgheter-ul echipei și, chiar și cel mai bun pasator din Eredivisie din sezonul 2014-15. În sezonul 2015-16 a devenit căpitanul echipei.

### Ajax
La 30 august 2016, el a semnat pentru Ajax în schimbul a unsprezece milioane de euro. În primul său sezon, a ajuns în finala UEFA Europa League, în care a fost învins de Manchester United. În primele două sezoane în clubul său, a menținut o medie de zece goluri și a fost principalul asistent al Eredivisie.

## Statistici
| Club          | Sezon         | Campionat | Campionat | Cupă | Cupă | Continental | Continental | Altele | Altele | Total | Total |
| Club          | Sezon         | M         | G         | M    | G    | M           | G           | M      | G      | M     | G     |
| ------------- | ------------- | --------- | --------- | ---- | ---- | ----------- | ----------- | ------ | ------ | ----- | ----- |
| Heerenveen    | 2012–13       | 3         | 0         | 1    | 0    | 2           | 0           | 2      | 0      | 8     | 0     |
| Heerenveen    | 2013–14       | 31        | 9         | 3    | 2    | —           | —           | 2      | 0      | 36    | 11    |
| Heerenveen    | 2014–15       | 2         | 2         | —    | —    | —           | —           | —      | —      | 2     | 2     |
| Heerenveen    | Total         | 36        | 11        | 4    | 2    | 2           | 0           | 4      | 0      | 46    | 13    |
| Twente        | 2014–15       | 31        | 11        | 5    | 4    | 2           | 0           | —      | —      | 38    | 15    |
| Twente        | 2015–16       | 33        | 17        | 1    | 0    | —           | —           | —      | —      | 34    | 17    |
| Twente        | 2016–17       | 4         | 2         | —    | —    | —           | —           | —      | —      | 4     | 2     |
| Twente        | Total         | 68        | 30        | 6    | 4    | 2           | 0           | 0      | 0      | 76    | 34    |
| Ajax          | 2016–17       | 28        | 7         | 1    | 1    | 13          | 2           | —      | —      | 42    | 10    |
| Ajax          | 2017–18       | 34        | 9         | 1    | 0    | 4           | 0           | —      | —      | 39    | 9     |
| Ajax          | 2018–19       | 24        | 15        | 2    | 0    | 13          | 4           | —      | —      | 39    | 19    |
| Ajax          | Total         | 86        | 31        | 4    | 1    | 30          | 6           | 0      | 0      | 120   | 38    |
| Total carieră | Total carieră | 190       | 72        | 14   | 7    | 34          | 6           | 4      | 0      | 242   | 85    |

Note
1. ↑  Include meciuri de playoff pentru competiți Europene